# Her Great Chance
Her Great Chance er en amerikansk stumfilm fra 1918 af Charles Maigne.

## Medvirkende
- Alice Brady som Lola Gray
- David Powell som Charles Cox
- Nellie Parker-Spaulding som Mrs. Gray
- Gloria Goodwin som Ida Bell Gray
- Gertrude Barry som Genevieve